# Ploceus subaureus
El tejedor dorado africano (Ploceus subaureus) es una especie de ave paseriforme de la familia Ploceidae. Está ampliamente distribuido en el África, encontrándose en Kenia, Malaui, Mozambique, Somalia, Sudáfrica, Suazilandia y Tanzania.

## Subespecies
Se reconocen las siguientes subespecies:
- Ploceus subaureus aureoflavus
- Ploceus subaureus subaureus